# 渡邉卓也 (シュートボクサー)
渡邉 卓也（わたなべ たくや、1977年3月14日 - ）は、日本の男性元プロシュートボクサー。京都府京都市出身。龍生塾→京賀塾（指導員）所属。
元プロシュートボクサーの渡邉和則は実兄。

## 略歴
- 1998年11月15日、第10回関西グローブ空手交流大会 中量級 準優勝
- 1999年6月27日、どついたるねん６で藤井大祐に2RKO勝ち。
- 1999年10月24日、第12回関西グローブ空手交流大会 重量級 優勝
- 2001年10月28日、第16回関西グローブ空手交流大会 69ｋｇ超級 優勝
- 2001年11月25日、どついたるねん in 福知山で藪英平に判定勝ち。
- 2002年4月14日、シュートボクシング第16回関西アマチュア大会 準優勝
- 2003年2月2日、SHOOT BOXING "S" of the Worldの中尾受太郎戦でプロデビュー。
- 2003年9月21日、THE FORCEで河野壮平に2RKO負け。